# Équipe du Mexique de football à la Coupe du monde 1930

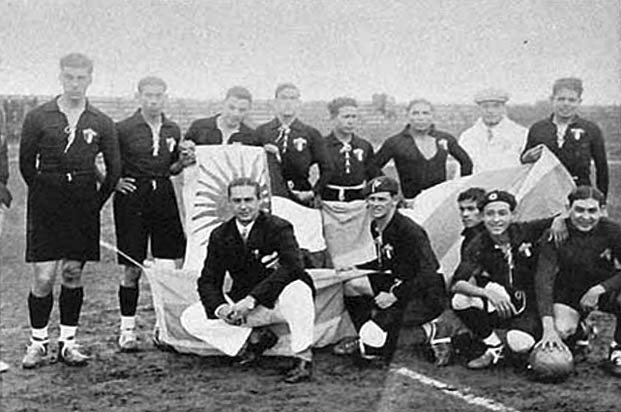
L'équipe du Mexique, le 13 juillet 1930, avant le match contre la France.

L'équipe du Mexique de football est éliminée au premier tour de la coupe du monde de football de 1930.

## Joueurs et encadrement
| Nom                | Nom                       | Club            | Date de naissance | J.              | Buts            |                 |                 |                 |
| Gardiens de but    | Gardiens de but           | Gardiens de but | Gardiens de but   | Gardiens de but | Gardiens de but | Gardiens de but | Gardiens de but | Gardiens de but |
| ------------------ | ------------------------- | --------------- | ----------------- | --------------- | --------------- | --------------- | --------------- | --------------- |
|                    | Oscar Bonfiglio           | Marte FC        | 5 octobre 1905    | 2               | - 10            | 0               | 0               | 0               |
|                    | Isidoro Sota              | Club América    | 4 février 1902    | 1               | - 3             | 0               | 0               | 0               |
| Défenseurs         |                           |                 |                   |                 |                 |                 |                 |                 |
|                    | Alfredo Sánchez           | Club América    | ?                 | 3               | 0               | 0               | 0               | 0               |
|                    | Francisco Garza Gutiérrez | Club América    | 14 mars 1904      | 1               | 0               | 0               | 0               | 0               |
|                    | Rafael Garza Gutiérrez    | Club América    | 13 décembre 1896  | 3               | 0               | 0               | 0               | 0               |
| Milieux de terrain |                           |                 |                   |                 |                 |                 |                 |                 |
|                    | Efraín Amézcua            | CF Atlante      | 3 août 1907       | 2               | 0               | 0               | 0               | 0               |
|                    | Felipe Rosas              | CF Atlante      | 5 février 1910    | 3               | 0               | 0               | 0               | 0               |
|                    | Hilario López             | Marte FC        | 18 novembre 1907  | 3               | 0               | 0               | 0               | 0               |
|                    | Manuel Rosas              | CF Atlante      | 17 avril 1912     | 3               | 2               | 0               | 0               | 0               |
|                    | Raymundo Rodríguez        | Marte FC        | 15 mai 1905       | 1               | 0               | 0               | 0               | 0               |
| Attaquants         |                           |                 |                   |                 |                 |                 |                 |                 |
|                    | Dioniso Mejía             | CF Atlante      | 6 janvier 1907    | 1               | 0               | 0               | 0               | 0               |
|                    | Juan Carreño              | CF Atlante      | 14 août 1907      | 3               | 1               | 0               | 0               | 0               |
|                    | Felipe Olivares           | CF Atlante      | 5 février 1910    | 1               | 0               | 0               | 0               | 0               |
|                    | José Ruiz                 | Necaxa          | 1904              | 2               | 0               | 0               | 0               | 0               |
|                    | Luis Pérez                | Necaxa          | 1907              | 2               | 0               | 0               | 0               | 0               |
|                    | Roberto Gayón             | Club América    | 1905              | 2               | 1               | 0               | 0               | 0               |
|                    | Jesús Castro              | CF Atlante      | ?                 | 0               | 0               | 0               | 0               | 0               |
| Sélectionneur      |                           |                 |                   |                 |                 |                 |                 |                 |
|                    | Juan Luque de Serralonga  |                 |                   |                 |                 |                 |                 |                 |

## Compétition

### Premier tour

#### France-Mexique
| 13 juillet 1930                     | France | 4 – 1   | Mexique | Estadio Pocitos (Montevideo)                     |                                                  |
| 15 h 00 · Historique des rencontres | L. Laurent 19e · Langiller 40e · Maschinot 43e, 87e                                                               | (3 - 0) | 70e Carreño                                                                                                 | Spectateurs : 4 444 Arbitrage : Domingo Lombardi | Spectateurs : 4 444 Arbitrage : Domingo Lombardi |
| 15 h 00 · Historique des rencontres | Rapport |         | | Spectateurs : 4 444 Arbitrage : Domingo Lombardi | Spectateurs : 4 444 Arbitrage : Domingo Lombardi |
| 15 h 00 · Historique des rencontres | Thépot 26e - Capelle, Mattler - Chantrel, Pinel, Villaplane - Libérati, Delfour, Maschinot, L. Laurent, Langiller | Équipes | Bonfiglio - R. Garza Gutiérrez , M. Rosas - Amézcua, Sánchez, F. Rosas - López, Ruiz, Mejía, Carreño, Pérez | Spectateurs : 4 444 Arbitrage : Domingo Lombardi | Spectateurs : 4 444 Arbitrage : Domingo Lombardi |

#### Chili-Mexique
| 16 juillet 1930                     | Chili | 3 – 0   | Mexique                                                                                                | Estadio Gran Parque Central (Montevideo)         |                                                  |
| 14 h 45 · Historique des rencontres | Subiabre 3e, 52e · Vidal 65e                                                                                | (1 - 0) | | Spectateurs : 9 249 Arbitrage : Henry Christophe | Spectateurs : 9 249 Arbitrage : Henry Christophe |
| 14 h 45 · Historique des rencontres | Rapport |         | | Spectateurs : 9 249 Arbitrage : Henry Christophe | Spectateurs : 9 249 Arbitrage : Henry Christophe |
| 14 h 45 · Historique des rencontres | Cortés - Poirier, Morales - A. Torres, Saavedra, Elgueta - Ojeda, Subiabre, Villalobos, Vidal, Schneeberger | Équipes | Sota - R. Garza Gutiérrez , M. Rosas - Amézcua, Sánchez, F. Rosas - López, Ruiz, Gayón, Carreño, Pérez | Spectateurs : 9 249 Arbitrage : Henry Christophe | Spectateurs : 9 249 Arbitrage : Henry Christophe |

#### Argentine-Mexique
| 19 juillet 1930                     | Argentine | 6 – 3   | Mexique | Stade Centenario (Montevideo)                   |                                                 |
| 15 h 00 · Historique des rencontres | Stábile 8e, 17e, 80e · Zumelzú 12e, 55e · Varallo 53e                                                             | (3 - 1) | 42e (pen.), 65e M. Rosas · 75e Gayón                                                                                           | Spectateurs : 42 100 Arbitrage : Ulises Saucedo | Spectateurs : 42 100 Arbitrage : Ulises Saucedo |
| 15 h 00 · Historique des rencontres | Rapport |         | | Spectateurs : 42 100 Arbitrage : Ulises Saucedo | Spectateurs : 42 100 Arbitrage : Ulises Saucedo |
| 15 h 00 · Historique des rencontres | Bossio - Della Torre, Paternoster - Chividini, Zumelzú , Orlandini - Peucelle, Varallo, Stábile, Demaría, Spadaro | Équipes | Bonfiglio - R. Garza Gutiérrez , M. Rosas - Olivares, Sánchez, Rodríguez - F. Garza Gutiérrez, F. Rosas, López, Gayón, Carreño | Spectateurs : 42 100 Arbitrage : Ulises Saucedo | Spectateurs : 42 100 Arbitrage : Ulises Saucedo |

#### Classement
| Rang | Équipe    | Pts | J | G | N | P | Bp | Bc | Diff |  | Résultats (▼ dom., ► ext.) |  |     |     |     |
| ---- | --------- | --- | - | - | - | - | -- | -- | ---- |  | -------------------------- |  | --- | --- | --- |
| 1    | Argentine | 6   | 3 | 3 | 0 | 0 | 10 | 4  | +6   |  | Argentine                  |  | 3-1 | 1-0 | 6-3 |
| 2    | Chili     | 4   | 3 | 2 | 0 | 1 | 5  | 3  | +2   |  | Chili                      |  |     | 1-0 | 3-0 |
| 3    | France    | 2   | 3 | 1 | 0 | 2 | 4  | 3  | +1   |  | France                     |  |     |     | 4-1 |
| 4    | Mexique   | 0   | 3 | 0 | 0 | 3 | 4  | 13 | -9   |  | Mexique                    |  |     |     |     |